# Hannah Rosenthal
Hannah Rosenthal (née en 1951) est une femme politique américaine, envoyée spéciale des États-Unis pour la surveillance et la lutte contre l'antisémitisme de 2009 à 2012,.

## Biographie
Le père de Rosenthal, survivant de l'Holocauste, ancien prisonnier du camp de concentration de Buchenwald, est un rabbin de la mouvance juive libérale. Elle fréquente l'université pour femmes de Mount Holyoke College à South Hadley (Massachusetts) au cours de sa deuxième année de licence, avant de poursuivre ses études à l'Université du Wisconsin, dont elle sort diplômée . Elle mène ensuite des études rabbiniques au Hebrew Union College de Jérusalem et de Los Angeles, mais les abandonne en 1975.
Elle est la première directrice du Conseil des femmes du Wisconsin, fonction qu'elle occupe de 1985 à 1992.
En 1995, elle est recrutée en tant que directrice régionale du Département de la Santé et des Services sociaux des États-Unis, chargée du Midwest.
Elle fait partie des 50 Juifs américains les plus influents pour l'année 2005 selon le journal juif The Forward.
Elle dirige le Conseil juif pour les affaires publiques (Jewis Council for Public Affairs, JCPA) entre 2000 et 2005. A cette époque, elle est aussi vice-présidente de la compagnie d'assurance WPS Health Insurance Corporation ainsi que membre du conseil consultatif de J Street et de son organisme de financement J Street PAC.
Membre du Parti démocrate, elle soutient Hillary Clinton lors de l'élection présidentielle de 2008.
Elle milite à Americans for Peace Now, une association en faveur d'une solution pacifique du conflit israélo-palestinien.

## Envoyée spéciale des États-Unis pour la surveillance et la lutte contre l'antisémitisme

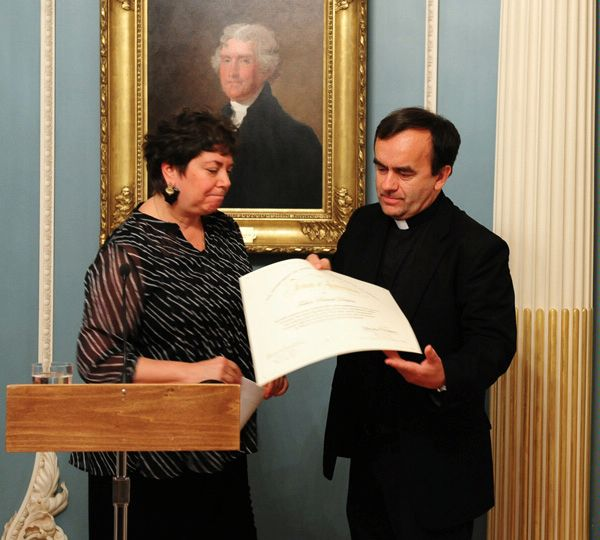
Hannah Rosenthal rend hommage au travail du père Patrick Desbois, président de l'association française Yahad-In Unum, en lui remettant un certificat d'appréciation.

### Mandat
Aux côtés de Farah Pandith, son homologue musulman, elle lance une initiative pour promouvoir la compréhension mutuelle et la confiance entre les communautés, qui subit les critiques de Gregg Rickman, son prédécesseur en tant qu'envoyé spécial sous George W. Bush.
En décembre 2009, elle critique l'ambassadeur d'Israël aux États-Unis Michael Oren pour ses remarques "particulièrement malencontreuses" à propos de J Street. En réaction, l'ambassade israélienne réclame de l'administration Obama des explications.
Durant son mandat, elle rencontre plusieurs personnalités officielles sur la question de l'antisémitisme, dont le maire de Malmö (Suède) Ilmar Reepalu, qui a tenu des propos controversés sur les Juifs avant de se rétracter,. Elle rencontre également le ministre suédois de l'Intégration, qui dénonce ces propos.
En 2012, elle demande à la Jordanie d'inscrire l'enseignement de l'Holocauste dans ses manuels scolaires.

## Controverses
Elle subit les critiques du président de l'Anti-Defamation League Abraham Foxman après avoir affirmé que les soutiens d'Israël "prônaient une vison ultra-conservatrice de ce que signifie être pro-israélien". En réponse, Rosenthal déclare lors d'une interview qu'elle et Foxman (qui avait soutenu sa nomination) sont "globalement d'accord".
Foxman a également reproché à Rosenthal d'avoir organisé le déplacement de huit imams et musulmans américains aux camps de concentration de Dachau et d'Auschwitz-Birkenau, dénonçant l'implication du département d'Etat dans un dialogue inter-communautaire qui est selon lui à la charge de son association et non de la puissance publique.

## Vie privée
Elle a révélé publiquement avoir guéri d'une tumeur de l'utérus.